# Tkachenko.ua
Tkachenko.ua (Ткаченко. УА, читається «ткаченко ю ей») — авторська програма-інтерв'ю Олександра Ткаченка, гостями в якій виступають відомі політики, громадські діячі, представники культури, шоу-бізнесу, науки та спорту. Виходить на телеканалі «1+1» з 23 травня 2011 (перше інтерв'ю — з президентом Грузії Михайлом Саакашвілі).
Програма виходить у записі, проте має елемент інтерактивності: глядачі можуть пропонувати свої питання до гостей на сайті програми. На цьому вебмайданчику користувачі мають змогу подивитися попередні випуски програми та залишати свої коментарі. Олександр Ткаченко веде свою авторську колонку на сайті. У рубриці «відео» можна подивитися попередні випуски та залишити свої коментарі.

## Технічні деталі
Генеральний директор групи каналів 1+1 Олександр Ткаченко тет-а-тет зустрічається з відомими політиками, громадським діячам, яскравими представниками культури, шоу-бізнесу, науки та спорту України та світу. Зустрічі відбуваються не лише у студії на Хрещатику, але й на території героїв програми. Зокрема президент Грузії Міхаїл Саакашвілі показав Олександру свій «білий дім» у Тбілісі, керманич Чечні Рамазан Кадиров приймав знімальну групу в резиденції в Гудермесі, співак Андрій Макаревич у рок-кафе, співвласником якого він є, актор Богдан Ступка провів невелику екскурсію театром ім. Івана Франка. Інтерв'ю з Михайлом Жванецьким писали в його рідній Одесі.

## Список гостей
Станом на лютий 2013 року, у гостях побували:
| №   | ПІП                                 | Мова співрозмовника   | Рід занять | Дата ефіру           |
| --- | ----------------------------------- | --------------------- | --- | -------------------- |
| 1   | Михайло Саакашвілі                  | російська             | грузинський політик, президент Грузії                                                                                      | 24 травня 2011       |
| 2   | Віталій Кличко                      | російська             | український боксер, політик,                                                                                               | 30 травня 2011       |
| 3   | Іван Ургант                         | російська             | російський гуморист, телеведучий                                                                                           | 6 червня 2011        |
| 4   | Леонід Барац / Ростислав Хаит       | російська             | російські гумористи українського походження з квартету «Квартету І»                                                        | 13 червня 2011;      |
| 5   | Любомир Гузар                       | українська            | єпископ Української Греко-Католицької Церкви, кардинал Католицької Церкви                                                  | 20 червня 2011       |
| 6   | Микола Азаров (Пахло)               | російська             | український політик, прем'єр міністр України                                                                               | 27 червня 2011       |
| (-) | Віктор Янукович                     | ?                     | український політик, колишній прем'єр міністр та президент України                                                         | 28 червня 2011       |
| 7   | Борис Грєбєнщиков                   | російська             | російський музикант | 4 липня 2011         |
| 8   | Богдан Ступка                       | українська            | український кіно та театральний актор                                                                                      | 11 липня 2011        |
| 9   | Андрій Данилко (Вєрка Сірдючка)     | російська             | український співак | 18 липня 2011        |
| 10  | Рамзан Кадиров                      | російська             | російський політик, президент Чечні                                                                                        | 22 серпня 2011       |
| 11  | Андрій Макаревич                    | російська             | російський співак | 29 серпня 2011       |
| 12  | Олег Скрипка                        | українська            | український музикант, культурний діяч                                                                                      | 5 вересня 2011       |
| 13  | Констянтин Меладзе                  | російська             | російський музичний продюсер та бізнесмен                                                                                  | 19 вересня 2011      |
| 14  | Андрій Шевченко                     | російська             | український спортсмен, футболіст                                                                                           | 26 вересня 2011      |
| 15  | Михайло Жванецький                  | російська             | російський гуморист українського походження                                                                                | 3 жовтня 2011        |
| 16  | Марк Дакаскос                       | українська (переклад) | американський актор | 10 жовтня 2011       |
| 17  | Юлія Висоцька                       | російська             | російська ведуча, актриса і кулінар                                                                                        | 17 жовтня 2011       |
| 18  | Гарі Каспаров                       | російська             | російський шахіст, політик, опозиціонер до Путінської влади                                                                | 24 та 31 жовтня 2011 |
| 19  | Святослав Вакарчук                  | українська            | український рок-співак | 7 листопада 2011     |
| 20  | Юрій Стоянов                        | російська             | російський гуморист, актор                                                                                                 | 14 листопада 2011    |
| 21  | Микита Висоцький                    | російська             | російський продюсер, син радянського та російського співака Висоцького                                                     | 21 листопада 2011    |
| 22  | Віктор Пшонка                       | українська            | український політик | 28 листопада 2011    |
| 23  | Сергій Шнуров                       | російська             | російський співак, лідер рок-гурту Ленінград та Рубль                                                                      | 5 грудня 2011        |
| 24  | Євген Гудзь                         | російська             | американський співак жанру циганського-панку родом з України                                                               | 12 грудня 2011       |
| 25  | Сергій Гармаш                       | російська             | російський актор, українського походження                                                                                  | 19 грудня 2011       |
| 26  | Чулпан Хаматова                     | російська             | російська кіно та театральна акторка                                                                                       | 20 лютого 2012       |
| 27  | Валерія (співачка)                  | російська             | російська співачка | 27 лютого 2012       |
| 28  | Ксенія Собчак                       | російська             | російська акторка та світська левиця                                                                                       | 5 березня 2012       |
| 29  | Мирослав Маринович                  | українська            | український професор, віце-ректор Українського католицького університету громадський та релігійний діяч Мирослав Маринович | 12 березня 2012      |
| 30  | Арам Мнацаканов / Сергій Гусовський | російська/російська   | український шеф-кухар «Пекельної кухні» / відомий ресторатор міста Києва                                                   | 19 березня 2012      |
| 31  | Лесь Подерв'янський                 | українська            | український художник, письменник                                                                                           | 26 березня 2012      |
| 32  | Олександр Пономарьов                | українська            | український співак, продюсер, власник студії озвучення та тонування                                                        | 3 квітня 2012.       |
| 33  | Тіна Кароль                         | російська             | українська співачка | 7 травня 2012        |
| 34  | Анатолій Залевський                 | російська             | режисер-постановник, що очолює театр «Різома» та має надзвичайну пластичність та гнучкість                                 | 14 травня 2012.      |
| 35  | Лама Оле Нідал                      | українська (переклад) | духовний лідер буддистів Європи                                                                                            | не виходила          |